# Спиркина, Ольга Борисовна
О́льга Бори́совна Спи́ркина (род. 8 апреля 1964, Москва, РСФСР, СССР) — советская и российская актриса театра и кино, телеведущая. Художественный руководитель «Школы телевидения Ольги Спиркиной „Останкино-ТВ“» и преподаватель дисциплины «Мастерство телеведущего».

## Биография
Родилась 8 апреля 1964 года в Москве, в семье мастера спорта СССР по хоккею с шайбой Бориса Спиркина (1937—1982) и Веры Павловны Спиркиной.
В 1981 году окончила московскую среднюю школу № 21 с гуманитарным уклоном и углублённым изучением английского языка. В школьные годы принимала участие в театральном кружке, которым заведовал преподававший в МГУ русский язык и литературу Борис Наумович Лондон. После школы поступила на юридический факультет МГУ. Учась в университете, параллельно устроилась на работу в театр-студию Г. Юденича. Через год, узнав о дополнительном наборе на курс Олега Табакова, пришла на прослушивание и сразу была зачислена на 2-й курс актёрского факультета ГИТИСа. В 1985 году окончила актёрский факультет ГИТИСа (мастерская Олега Павловича Табакова).
После окончания института играла в Московском театре-студии под руководством Олега Табакова. Позже, по приглашению Виталия Ланского, который предложил сразу три главные роли, перешла в Московский Новый драматический театр (МНДТ). Параллельно началась работа на телевидении. Первое интервью было записано с художником-мультипликатором Гарри Бардиным (газета «Комсомольская правда»). На телевидении сменила несколько профессий: корреспондент, телеведущая, шеф-редактор, режиссёр.
С 1983 года стала сниматься в кино.
Окончила отделение «Телевидение и радиовещание» факультета журналистики МГУ имени М. В. Ломоносова, Высшие курсы сценаристов и режиссёров (ВКСР) в Москве по специальности «режиссёр художественных программ».
Академик Международной академии телевидения и радио (IATR), член Гильдии актёров кино России и Союза кинематографистов Российской Федерации.

### Семья
Первый муж — Александр Корженкин, пара поженилась во время учебы в Школе-студии МХАТ.
Второй муж — журналист Алексей Новиков, в браке родилась дочь Людмила. В настоящее время живет с мужем в Словении. Сын Леон — единственный внук Ольги Спиркиной.
Третий муж — Давид Давиташвили, предприниматель, в браке родилась дочь Мария .
Четвертый муж — Андрей Оксюк.
Пятый муж — Дмитрий Кончаловский, племянник Никиты Михалкова и Андрона Кончаловского. В августе 2020 года пара развелась.
В 2024 году в программе «Секрет на миллион» заявила, что воссоединилась с третьим мужем Давидом Давиташвили . 
Единокровная сестра Юлия Борисовна Спиркина (в замужестве — Мармазинская; род. 1974). Пятеро племянников. 

## Творчество

### Роли в театре
Театр-студия под руководством О. П. Табакова:
- «Прищучил» (Б. Кииф)
- «Жаворонок» (Ж. Ануй)
- «Полоумный Журден» (М. Булгаков)
- «Крыша» (А. Галин)

Экспериментальный театр-студия Г. Юденича
- «Вестсайдская история» (мюзикл, адаптация пьесы Уильяма Шекспира «Ромео и Джульетта»)

Театр «Содружество актёров Таганки»
- «Обмен» (Ю. Трифонов)

### Фильмография
- 1983 — Привет с фронта — Татьяна, медсестра
- 1984 — Лидер — сестра Бори Шестакова
- 1984 — Счастливая, Женька! — медсестра
- 1985 — Непохожая — эпизод
- 1986 — Нужные люди —
- 1986 — Охота на последнего журавля
- 1986 — Тайны мадам Вонг — Светлана, бортпроводница
- 1987 — Цирк приехал — Ольга, пионервожатая
- 2001 — Люди и тени. Секреты кукольного театра —
- 2002 — Юрики — Регина
- 2002—2005 — Дружная семейка — Лариса
- 2003 — Возвращение Мухтара — Дувалова
- 2004 — Рокировка —  Ирина Эдуардовна, пластический хирург
- 2005 — Аэропорт — Лайма
- 2005 — Мальчишник, или Большой секс в маленьком городе —
- 2005 — Тебе, не знавшему меня —
- 2005—2007 — Обречённая стать звездой — Марьяша
- 2006 — Аэропорт 2 — Лайма Себастьяновна, генеральный директор авиакомпании
- 2006 — Солдаты 8 — эпизод
- 2007 — Женские истории — Роза Павловна
- 2008 — Осенний детектив — Светлана Мишурина
- 2008 — Почтальон — Алла
- 2008 — Срочно в номер 2 — Лариса Николаевна Волкова
- 2008—2009 — Большой фитиль — дама
- 2008 — В поисках t.A.T.u. — эпизод
- 2009 — Ранетки — Калерия Викторовна Разина, учитель экономической географии, директор расформированной школы
- 2010 — Самозванка — торговка пуховиками на рынке
- 2011 — Нелюбимый — Нелли Игоревна, руководитель практики
- 2012 — Повезёт в любви — Лариса Сергеевна, хозяйка квартиры
- 2012 — Верное средство (серия № 19) — Людмила Юдина
- 2013 — Операция «Кукловод» — Маргарита Томилина, подполковник юстиции, сестра-близнец Натальи / Наталья Перецкая, жена олигарха, сестра-близнец Маргариты
- 2016 — Пятница — Светлана, жена Сергея Дубравина
- 2019 — Бархатный сезон — Татьяна, мать Константина Прусова
- 2022 — Нина — преподаватель по мерчандайзингу

### Киножурнал «Фитиль»
- 2004 — Выпуск № 16 (новелла «В ногу со временем») — сотрудница агентства по возвращению в семью
- 2006 — Выпуск № 84 (новелла «Фанерный мальчик») — жена
- 2006 — Выпуск № 86 (новелла «Земля наша, кормилица») — хозяйка дачного участка
- 2006 — Выпуск № 102 (новелла «Отличный ход») — телеведущая
- 2006 — Выпуск № 113 (новелла «К вам пришли») — Тома, секретарша чиновника

### Работа на телевидении
С 1991 по 1993 гг. — программный продюсер, руководитель программы. «Зеркало»; «Five from life» (совместно с «BBC») (телекомпания «РИА ТВ Новости»).
С 1993 по 1995 гг. — руководитель и ведущая программ «Наш стиль», «Деловой автограф», «Домашний очаг», «Шаг за шагом» (телеканал «РТР»).
С 1995 по 1996 гг. — автор и ведущая популярной музыкально-развлекательной программы «Живой звук» (телеканал «МТК»).
С 1997 по 1998 гг. — ведущая-комментатор утреннего канала «Навигатор» (телеканал «ТВЦ»).
С 1998 по 2000 гг. — шеф-редактор программы «Сегоднячко-Красная стрела» (телемост Москва-Питер), ведущая программы «Сегоднячко-Утро» (телеканал «НТВ»).
С 2000 по 2001 гг. — ведущая социально-политической программы «Городское собрание» (телеканал «ТВЦ»).
С 2001 по 2002 гг. — ведущая программы «Новости Подмосковья» на «Третьем канале» (ТРВК «Московия»); режиссёр программы «Квадратные метры» (телеканал «ТВЦ»).
С 2002 по 2003 гг. — ведущая информационного блока российско-американского телеканала «Русский мир».
Снялась в скетче «К вам пришли» киножурнала «Фитиль» (вместе с Владимиром Жириновским).
С 2007 г. по 2009 г. — ведущая программы «Рождённые в СССР» на телеканале «Ностальгия».
Также работала на телеканале «2х2», вела программу «Магазин на диване».
На телеканале «Доверие» вела программы «Ретроканал» и «Красота и здоровье».
С июня 2016 г. по апрель 2017 г. вела авторскую программу «Обратная сторона медали» на телеканале «ЛДПР-ТВ».

## Премии и награды
- 1993 — премия Союза журналистов России в категории «Лучшие журналисты года».
- 1994 — итальянская национальная литературная премия «Брианца», 1-е место в номинации «Авторский фильм» (за фильм о г. Переяславле Залесском «Новые времена старого года»).
- 2004 — орден «За профессиональную честь, достоинство и деловую репутацию» Российской геральдической палаты.